# Växelkurs

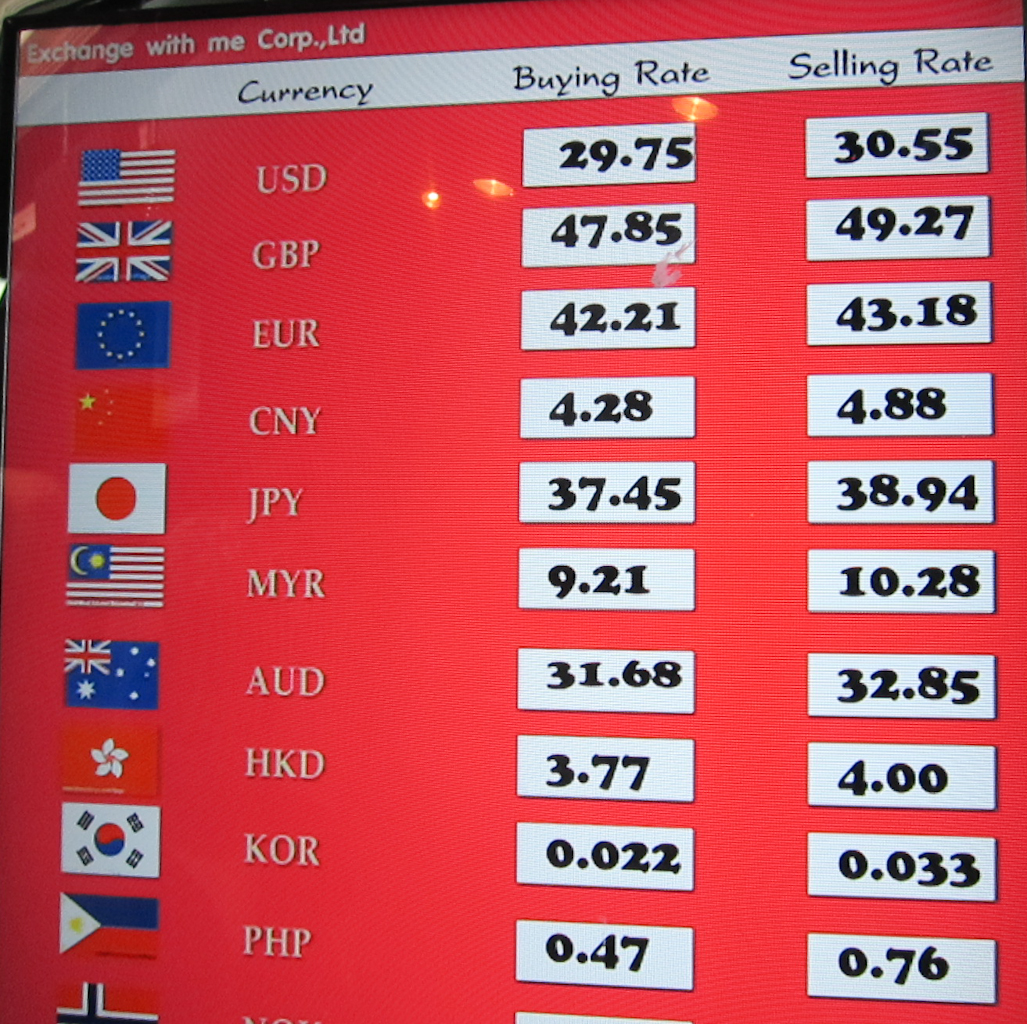
Skylt med växelkurser i Thailand, där den inhemska valutan heter baht (THB). Kurserna anges som köp- och säljkurs i form av direct quote. För valutakursen XXX utnyttjas formatet XXXTHB, 1 enhet av den utländska valutan uttrycks i antal baht.

Växelkursen mellan två valutor talar om hur mycket en valuta är värd i den andra valutan.

## Olika sätt att ange växelkurser
Eftersom växelkursen anger ett bytesförhållande mellan två valutor, finns det två sätt att ange varje växelkurs. En växelkurs angiven som 1 USA-dollar (USD) = 8,00 svenska kronor (SEK) är därför samma sak som att ange 1 SEK = 0,125 USD. Om samtidigt 1 euro (EUR) = 10,00 SEK gäller även att 1 SEK = 0,10 EUR, 1 USD = 0,80 EUR och 1 EUR = 1,25 USD.
I många länder (däribland Sverige) anges valutakurser vanligen på så sätt att den egna valutan används som räkneenhet, och man anger därför hur mycket en enhet utländsk valuta "kostar" i den egna valutan. På engelska kallas detta direct quotation eller price quotation. Tillämpat på Sverige innebär detta att växelkursen för USA-dollar anges som 8,00, medan växelkursen för svenska kronor i USA då anges som 0,125.
Det andra sättet att ange valutakurser, att man anger hur mycket en enhet av den egna valutan är värd i utländsk valuta, kallas indirect quotation eller quantity quotation. Detta sätt att ange valutakurser är vanligt i euroområdet, Storbritannien, Australien och Nya Zeeland. Därför anges vanligen växelkursen för euro i Sverige som 10,00, samtidigt som växelkursen för SEK i euroländer också anges som 10,00.
I många sammanhang finns ingen naturlig egen valuta, och därför måste valutakurser mellan vilka valutor som helst kunna specificeras på ett entydigt sätt. När växelkurser anges med valutakoder på formatet XXXYYY = Z gäller att 1 enhet av valutan med kod XXX är värd Z enheter av valutan med kod YYY, som därmed är räkneenhet. Således gäller att det vanliga formatet på valutakurser i Sverige är XXXSEK, i USA är XXXUSD, i euroland är EURYYY och i Storbritannien GBPYYY. I exemplet ovan gäller att USDSEK = 8,00, SEKUSD = 0,125, EURSEK = 10,00, SEKEUR = 0,10, USDEUR = 0,80 och EURUSD = 1,25. På de flesta valutamarknader används ordningen EUR - GBP - AUD - NZD - USD - övriga valutor, och således anges ofta kurser som exempelvis EURGBP (snarare än GBPEUR), GBPUSD (snarare än USDGBP), och USDSEK (snarare än SEKUSD).
I vissa fall kan det förekomma det att valutakurser vid direct quotation anges som priset för 100 eller 1000 enheter av den utländska valutan, men detta är lokala konventioner.

## Olika typer av växelkurser
Valutakurser kan anges för ett antal olika situationer.

### Nominella och reala växelkurser
Den nominella växelkursen är den "normala" växelkursen, som anger priset för utländsk valuta i termer av inhemsk valuta.
Den reala växelkursen däremot, anger relativpriset mellan inhemska och utländska varor. Det beräknas genom att dividera den inhemska prisnivån med den utländska, multiplicerat (justerat) med den nominella växelkursen. Priset på utländska varor i inhemsk valuta är detsamma som priset på utländska varor i utländsk valuta gånger den nominella växelkursen. 
När den reala växelkursen förstärks talar man om real appreciering, när den försvagas om real depreciering. Vid real appreciering går priset på utländska varor ner. Orsaken kan vara antingen att prisnivåerna har förändrats eller att den nominella växelkursen har förändrats. Om den nominella växelkursen apprecieras, så apprecieras också den reala växelkursen, vid givna prisnivåer.

### Avista-terminskurser
Avistakursen är växelkursen för en valutaaffär som genomförs omedelbart. Den kallas även för spotkurs.
Terminskursen är växelkursen för en valutaaffär som genomförs vid ett framtida tillfälle.

### Köp- och säljkurs
Eftersom valutaaffärer normalt sker på en marknad där det uppstår transaktionskostnader, är det skillnad mellan köp- och säljkurser för valutor. Skillnaden mellan köp- och säljkurs är normalt betydligt större för växling av sedlar än för elektronisk överföring av pengar, eftersom den fysiska hanteringen av sedlarna medför en kostnad.

## Växelkursregimer
Beroende på vilken valutapolitik ett land för kan olika växelkursregimer förekomma. Om en flytande växelkurs tillämpas bestäms värdet av valutan av tillgång och efterfrågan på denna valuta på valutamarknaden. Om däremot en fast växelkurs tillämpas är en valuta bunden till någon standard, såsom en annan valuta. Fallet med en fast kurs mot guld kallas guldmyntfot.